# Slaget om sydlige Shanxi
Slaget om sydlige Shanxi (traditionel kinesisk: 晉南會戰; forenklet kinesisk: 晋南会战; pinyin: Jìn Nán Huìzhàn), også kendt som Slaget om Jinnan og som Chungyuan-operationen af japanerne, var en af de 22 større sammenstød mellem Den nationale revolutionshær og Kejserlige japanske hær under den 2. kinesisk-japanske krig. Det var et af de fire store slag der fandt sted i Hubei. 

## Slagorden
| Historie | Spire Denne historieartikel er en spire som bør udbygges. Du er velkommen til at hjælpe Wikipedia ved at udvide den. |